# Karl Gruber (Politiker, 1909)
Karl Gruber (* 3. Mai 1909 in Innsbruck; † 1. Februar 1995 ebenda) war ein österreichischer Politiker und Diplomat.

## Leben
Karl Gruber wurde als dritter Sohn von Maria und Peter Gruber in Innsbruck geboren. Seine Familie war politisch stark im sozialdemokratischen Lager engagiert; seine Mutter in der sozialdemokratischen Frauenbewegung, sein Vater in der Eisenbahnergewerkschaft. Auch Grubers politische Karriere begann in sozialistischen Organisationen wie den Roten Falken und der sozialistischen Jugend. 
Nach dem Besuch der Gewerbeschule studierte Gruber Elektrotechnik und später Rechtswissenschaften in Wien. Während seiner Studienzeit war er unter anderem bei der österreichischen Post tätig. In seine Wiener Studienzeit fiel auch der Wechsel ins christlich-soziale Lager. Seit 1935 war er Mitglied der katholischen Studentenverbindung KÖStV Austria Wien.
Nach dem „Anschluss“ Österreichs im März 1938 entging Gruber einer Verhaftung durch die Gestapo und konnte nach Berlin fliehen, wo er während des Zweiten Weltkriegs als ausgebildeter Elektroingenieur in einem Labor der Rüstungsindustrie (zuerst bei AEG, später bei Telefunken) arbeitete. Bereits während des Kriegs war Gruber in Widerstandszellen in Deutschland aktiv, leitete in Berlin die Organisation „Rosengarten“, die sich in enger Kooperation mit der österreichischen Gruppe O5 sowie deutschen Organisationen wie dem Kreisauer Kreis befand. Eines seiner Hauptanliegen galt dem Knüpfen von Kontakten mit dem alliierten Ausland. Gegen Kriegsende kehrte Gruber nach Österreich zurück, wo er im Frühjahr 1945 die Leitung der Tiroler Widerstandsbewegung übernahm und es ihm gelang, Innsbruck als einzige Stadt Nazi-Deutschlands vor dem Einmarsch der Alliierten von der nationalsozialistischen Herrschaft zu befreien.
Nach der Wiederherstellung der Republik Österreich wurde Gruber 1945 provisorischer Landeshauptmann von Tirol und gründete dort die sogenannte „Österreichische Staatspartei“, die er später in die Österreichische Volkspartei (ÖVP) eingliederte. 
Nach den Bundesländerkonferenzen des Jahres 1945 wurde Gruber als Vertreter der westlichen Bundesländer nach Wien, in die Provisorische Staatsregierung unter Karl Renner berufen, wo er vom 26. September an in der Staatskanzlei als Unterstaatssekretär für Äußeres fungierte. Vom 20. Dezember 1945 bis zum 26. November 1953 fungierte er in den Bundesregierungen Figl I, Figl II, Figl III und Raab I als Außenminister im Bundeskanzleramt. In der ersten Zeit seiner Tätigkeit galt sein Hauptinteresse der Lösung der Südtirolfrage. Er erreichte zwar nicht sein Ziel, nämlich die Selbstbestimmung für Südtirol, doch konnte er die Autonomie und weitere Vorteile für Südtirol erringen, die am 5. September 1946 im sogenannten Gruber-De-Gasperi-Abkommen festgelegt wurden. Hinsichtlich Deutschlands machte sich Gruber Forderungen des Landes Salzburg nach Abtretung des Berchtesgadener Landes zu eigen. In den weiteren Jahren war Gruber maßgeblich an den Verhandlungen zum Staatsvertrag beteiligt und nahm eine stets pro-amerikanische Position ein. 
Aufgrund parteiinterner Konflikte trat Gruber am 26. November 1953 als Außenminister zurück und wurde zunächst zum Botschafter in Washington ernannt, danach in Bern, Bonn und Madrid. Die am 29. Juli 1957 gegründete Internationale Atomenergieorganisation (IAEA) hielt im Oktober 1957 ihre erste Generalversammlung unter Vorsitz von Gruber in Wien ab und beschloss, ihren ständigen Sitz in Wien zu errichten. Vom 19. April 1966 bis zum 13. Mai 1969 gehörte er der bis 1970 amtierenden Bundesregierung Klaus II, der in der Zweiten Republik bis heute einzigen ÖVP-Alleinregierung, als Staatssekretär im Bundeskanzleramt an.
1986 war Gruber Sonderbotschafter in der Waldheim-Affäre und übernahm bis zu seinem Tod beratende Funktionen bei führenden Politikern. 
Gruber war Langzeitpräsident des Lateinamerikanischen Institutes in Wien.
Karl Gruber war verheiratet mit Helga geborene Ahlgrimm.
Seine letzten Lebensjahre verbrachte Karl Gruber weitestgehend in Wien sowie in seinem Haus in Andalusien. Er starb am 1. Februar 1995 in Innsbruck und ist auf dem dortigen Landesfriedhof Mariahilf beigesetzt.

## Auszeichnungen
- 1954: Großes Goldenes Ehrenzeichen am Bande für Verdienste um die Republik Österreich[4]
- 1965: Großkreuz des Ordens de Isabel la Católica
- 1977: Ehrenzeichen für Verdienste um die Befreiung Österreichs[5]
- 1985: Ehrenbürger der Universität Wien
- 1990: Ehrenkreuz für Wissenschaft und Kunst I. Klasse